# 8945 Cavaradossi
8945 Cavaradossi è un asteroide della fascia principale. Scoperto nel 1997, presenta un'orbita caratterizzata da un semiasse maggiore pari a 3,0890720 UA e da un'eccentricità di 0,0999470, inclinata di 11,93017° rispetto all'eclittica.